# Liste der Kulturdenkmäler in Dautphetal
Die folgende Liste enthält Kulturdenkmäler auf dem Gebiet der Gemeinde Dautphetal im Landkreis Marburg-Biedenkopf, Hessen.

## Liste
| Bild                   | Bezeichnung                    | Lage                                 | Beschreibung | Bauzeit         | Daten |
| ---------------------- | ------------------------------ | ------------------------------------ | --- | --------------- | ----- |
| weitere Bilder         | Martinskirche Buchenau         | Buchenau, Alte Landstraße Lage       | Chorturm aus dem 13. Jahrhundert mit Kreuzgratgewölbe, spätgotisches Schiff mit Maßwerksfenstern, spätmittelalterliches Zeltdach mit Glockenstuhl. | 13. Jahrhundert |       |
| weitere Bilder         | Evangelische Kirche Damshausen | Damshausen, Ortsstraße Lage          | Chorturm aus dem 13. Jahrhundert mit Haubenhelm von 1770, Schiff von 1931 von Ludwig Hofmann im historischen Stil. | 13. Jahrhundert |       |
| weitere Bilder         | Martinskirche Dautphe          | Dautphe, Kirchgasse/Grüner Weg Lage  | Langgestreckter Saalbau aus dem 12. Jahrhundert mit Ährenmauerwerk, Chorturm mit frühgotischen Maßwerksfenstern und Kreuzrippengewölbe, frühgotische Piscina. | 12. Jahrhundert |       |
| weitere Bilder         | Bahnhof Friedensdorf           | Friedensdorf, Bahnhofstraße Lage     | Kreuzungsbahnhof an der Oberen Lahntalbahn; zweigeschossiger Putzbau mit Basaltsockel sowie einem mit Schiefer gedeckten Satteldach. | 1883            |       |
| weitere Bilder         | Bahnhof Wilhelmshütte          | Wilhelmshütte, Buderusstraße Lage    | Heutiger Haltepunkt Wilhelmshütte an der Oberen Lahntalbahn; zweigeschossiger Putzbau mit Basaltsockel sowie einem mit Schiefer gedeckten Walmdach. | 1883            |       |
| Altes Rathaus Buchenau | Altes Rathaus Buchenau         | Buchenau, Alte Landstraße 18/19 Lage | Zweigeschossiges Backsteingebäude an der Kreuzung mehrerer Straßen gelegen mit ansprechender Fassadengliederung | 1905            |       |
| weitere Bilder         | Carlshütte                     | Buchenau, Carlshütte Lage            | Umfangreiche Anlage mit zahlreichen Gebäuden. Bemerkenswert: der sogenannte Kohlenschuppen aus Bruchstein, das Magazin, ein dreigeschossiger Fachwerkbau mit Haubendachreiter, das Haus Hohenfels – die neue Direktorenvilla – ein stattlicher Bruchsteinbau mit Walmdach und Ecktürmen mit Kegeldach. Das alte Direktorenwohnhaus existiert nicht mehr. | 1844            |       |